# 염초애

염초애(廉楚愛, 1932년 2월 9일~2003년 1월 26일)는 조선왕조 궁중 음식 연구가이자, 대학 교수이다. 숙명여자대학교 가정과와 동 대학원을 나왔다.
1958년부터 1997년까지 숙명여대 가정대 식품영양학과에 재직했으며 1999년에는 전통 요리 보급을 위해 '우리음식문화연구소'를 설립했다. 황혜성과 함께 조선왕실 마지막 상궁의 한 명인 한희순으로부터 궁중 요리를 배웠다.